# 广弘控股
广东广弘控股股份有限公司（证券简称：广弘控股、曾用简称：粤美雅等，深交所：000529）是一间肉类食品供应和教育出版物发行的大型国有控股企业。

## 历史
公司前身为鹤山县毛纺织厂，1992年7月改组为股份制的广东(鹤山)美雅股份有限公司，1993年11月3日公司更名为广东美雅集团股份有限公司，同年11月18日在深圳证券交易所A股上市。2009年1月20日进行股权分置改革，后进行重大资产重组，名称变更为现名，同年9月11日在深圳证券交易所复牌。